# Michael Frater
Michael Frater  también conocido como petitete (Mánchester, Jamaica; 6 de octubre de 1982) es un atleta jamaicano especializado en velocidad. Participó en los Juegos Olímpicos de Atenas 2004, en donde llegó a semifinales de 100 metros lisos. En el Campeonato Mundial de Atletismo de 2005 ganó la medalla de plata en 100 metros con una marca de 10,05 segundos.
El 28 de junio de 2008, Michael Frater terminó tercero en el Campeonato Nacional de Jamaica, detrás de Usain Bolt (9,85s) y Asafa Powell (9,97s) con un tiempo de 10,04 segundos. De ese modo consiguió clasificarse para los Pekín 2008. Allí Frater corrió los 100 metros lisos, llegando sexto en la final y obteniendo su mejor marca personal (9,97s); asimismo, ganó la medalla de oro en la carrera de relevos de 4 × 100 metros, formando equipo con Nesta Carter, Usain Bolt y Asafa Powell, obteniendo un nuevo récord mundial (37,10 s), pero el 25 de enero de 2017 dicha medalla fue retirada por el positivo en dopaje de Nesta Carter.
Su palmarés siguió creciendo en los Mundiales de Atletismo, consiguiendo dos oros en el relevo 4 × 100, uno en Berlín y otro en Daegu. En este campeonato consiguió también batir el récord del mundo junto a Bolt, Carter y Yohan Blake, estableciéndolo en 37,04 s.
En los Juegos Olímpicos de Londres 2012 los jamaicanos volvieron a repetir el cuarteto del año anterior en Daegu, y volvieron a batir el récord del mundo, bajando de los 37 segundos (36,84 s.). Así Frater consiguió su segunda medalla de oro olímpica.